# Hendaye
Hendaye (baskovsko Hendaia) je pristaniško naselje in občina v francoskem departmaju Pyrénées-Atlantiques regije Akvitanije. Leta 2007 je naselje imelo 13.969 prebivalcev.

## Geografija
Kraj leži v pokrajini Labourd ob izlivu francosko-španske mejne reke Bidasoe v Biskajski zaliv, 33 km jugozahodno od središča Bayonne.

## Uprava
Hendaye je sedež istoimenskega kantona, v katerega so poleg njegove vključene še občine Biriatou, Ciboure in Urrugne z 29.093 prebivalci.
Kanton Hendaye je sestavni del okrožja Bayonne.

## Zgodovina
Na otoku Konpantzii sredi reke Bidasoe je bil leta 1659 sklenjen Pirenejski mirovni sporazum, s katerim se je končala četrt stoletja dolga francosko-španska vojna.
23. oktobra 1940, po nemški okupaciji Francije, je na železniški postaji Hendaye potekalo srečanje med špansko in nemško delegacijo, na katerem je Adolf Hitler poskušal prepričati generala Franca o vstopu Španije v drugo svetovno vojno na strani sil osi. Franco se kljub naklonjenosti ni dal prepričati, tudi zaradi nedavne državljanske vojne. S tem je Španija v tem času uradno ostala nevtralna država.

## Zanimivosti
- veliki kamniti križ na mestnem trgu, na njem so vrezani alkimistični simboli, ki naj bi vsebovali skrivnost o prihodnji globalni katastrofi,
- župnijska cerkev sv. Vincenca iz konca 16. stoletja,
- ruševine fortifikacije iz leta 1618, ki jo je okrepil francoski vojaški inženir Vauban v letu 1685, stari topovi,
- Le château Abbadia,
- vila Rdeča hiša,
- vila Mavrski dvorec
- ribiško pristanišče Caneta,
- les Jumeaux, naravni park,
- francosko španski kondominij Konpantzia, otok fazanov - pol leta pod upravo Francije, pol leta pod Španijo.

- Les jumeaux
- Cerkev sv. Vincenca
- La Villa Mauresque
- Križ

## Pobratena mesta
- Peebles (Škotska, Združeno kraljestvo),
- Viana do Castelo (Portugalska).